# Markt Berolzheim
Markt Berolzheim é um município da Alemanha, situado no distrito de Weißenburg-Gunzenhausen, no estado da Baviera. Tem 14,52 km² de área, e sua população em 2019 foi estimada em 1.281 habitantes.